# Centroscyllium excelsum
Il pescecane pinnaalta (Centroscyllium excelsum) è una specie di squalo della famiglia degli Etmopteridi.

## Distribuzione
Vive nel Pacifico nord-occidentale, lungo la cosiddetta Catena dei Seamount Emperor, a latitudini comprese tra i 50 e i 38° N; si incontra a 800-1000 metri di profondità.

## Descrizione
Raggiunge una lunghezza massima di 63 centimetri.

## Biologia
La specie è ovovivipara.